# 価格政策
価格政策（かかくせいさく）とは経営学用語の一つ。これは企業が経営を行う上で行われている政策であり、自社の製品の価格を戦略的に決定することである。完全競争が行われている市場での価格決定というのは利潤を最大化することが目的となっているが、寡占企業となれば価格決定を行うにあたっては、利潤最大化ではなく企業の目標を達成するためであるということもあることから、価格政策というのは利潤最大化だけが目標として実施されているとは限らないということである。また現時点では利益を出すことができなくても長期的な視野の上で価格を決めるという価格政策が実施されているということがある。たとえば販売している製品の知名度が低いということから、現時点では少ない利益になるにもかかわらず価格を安くして販売して、このことから製品の知名度を向上させるという価格政策が行われていることがある。他には自社で販売している製品の価格を、意図的に高くすることで[高級感を増し、このことから製品のブランド力を高めるといった価格政策が行われていることもある。